# サッカーアンドラ代表
サッカーアンドラ代表（サッカーアンドラだいひょう、カタルーニャ語: Selecció de futbol d'Andorra）は、アンドラサッカー連盟（Federació Andorrana de Futbol）によって編成されるアンドラ公国のサッカーのナショナルチームである。

## 概要
ジブラルタル（人口2.8万人、面積6.5 km2）、サンマリノ（人口3.0万人、面積61km2）、リヒテンシュタイン（人口3.4万人、面積160km2）、フェロー諸島（人口4.8万人、面積1400km2）に続いて、欧州サッカー連盟(UEFA)加盟国（または地域）の中で5番目に小さな国である。
アンドラは独立国家としての歴史が浅く、人口（7万人）や面積（467 km2）の観点からも人材は限られている。また、国家の周囲をピレネー山脈に囲まれていて平地が少ないために施設の整備が進んでいない。アンドラン・プリメーラ・ディビシオのレベルは低く、隣国スペインのリーガ・エスパニョーラに参加するFCアンドラなどのクラブもある。また、代表選手の多くはスペインでプレーしており、テルセーラ・ディビシオン（4部相当）以下のクラブに所属していることが多い。代表選手の多くがアマチュア選手である。

## 歴史

### 1990年代
代表発足とFIFA/UEFA加盟
アンドラ代表としての初試合は1982年だが、1994年にアンドラサッカー協会が設立され、1995年に国内リーグが発足した。1996年に国際サッカー連盟(FIFA)および欧州サッカー連盟(UEFA)に加盟。初の国際試合は1996年のエストニアとの親善試合であるが、この試合には1-6で大敗した。
UEFA EURO 2000予選
FIFAによって承認された初めての試合は、1998年9月5日のUEFA EURO 2000予選・アルメニア戦であり、この試合でヘスス・ルセンドが公式戦初得点を挙げた。同予選で初めて国際大会の予選に参加し、それ以来UEFA欧州選手権予選やFIFAワールドカップ予選に出場し続けている。1999年にスペインから迎えられたダビド・ロドリゴ監督は在任中に一貫して4-5-1システムを用い、若い人材の育成と土台の強化に努めた。同予選は10戦全敗に終わったが、特にアウェーでは苦戦し、どの試合でも3失点以上を喫した。予選を通じての得点は3点であり、このうちの2点はPKによるものであった。また、2点はアウェーで記録した。28失点を喫し、ロシアとのアウェーゲームでは1-6の大敗を喫した。

### 2000年代
2002 FIFAワールドカップ・予選
初めて参加したFIFAワールドカップ予選は2002 FIFAワールドカップ・ヨーロッパ予選であり、キプロス、エストニア、アイルランド共和国、オランダ、ポルトガルと同組となった。初戦のエストニア戦を0-1で落とし、キプロスにも2-3で敗れたが、FIFAワールドカップ予選における初得点を挙げた。アウェーでのエストニア戦には1-2で敗れ、全敗で日程を終了した。アウェーでの得点はアイルランド戦(1-3)での1点のみであり、スペイン・リェイダの中立地で行われたポルトガル戦では同予選最悪の6点差(1-7)での敗北を喫した。10試合で勝ち点をひとつも得られず、36失点を喫した。
UEFA EURO 2004予選
UEFA EURO 2004予選ではアウェーでのブルガリア戦(1-2)で唯一の得点を挙げた。0-3で敗れたブルガリア戦・クロアチア戦・ベルギー戦、0-2で敗れたエストニア戦（ホーム&アウェー）・クロアチア戦、0-1で敗れたベルギー戦と、以前より僅差での敗戦が多くなったが、全ての試合に敗れて勝ち点0に終わった。
2006 FIFAワールドカップ・予選
2006 FIFAワールドカップ・ヨーロッパ予選では過去の大会に比べ好成績を残した。2004年10月13日に行われたマケドニア戦では、スペインのセグンダ・ディビシオン（2部）のクラブでプレーするマルク・ベルナウスがロングスローからシュートを決め、1-0で公式戦初勝利を挙げた。アンドラ・ラ・ベリャで行われたこの試合の観客はわずか200人であった。この試合後、敵将のドラギ・カナトラロフスキ監督は辞任し、「恥ずべき結果であり、屈辱だ」と試合を振り返った。アウェーでのマケドニア戦とホームでのフィンランド戦をスコアレスドローで終え、勝ち点を5（1勝2分9敗）とした。同予選はアンドラが勝ち点を挙げた唯一の国際大会である。
UEFA EURO 2008予選
UEFA EURO 2008予選ではロシアやイングランドなどと同じ組に入ったが、最終戦のロシア戦に0-1で敗れたことにより、ロシアはイングランドを上回ってUEFA EURO 2008本大会出場を決めた。同予選最大得点差での敗戦はホームでのクロアチア戦(0-7)であり、アンドラ代表のUEFA主催大会での最大得点差での敗戦にもなった。予選12試合で2得点42失点に終わり、得失点差マイナス40は公式大会の予選に置いてアンドラ代表最悪の数字となった。
2010 FIFAワールドカップ・予選
2010 FIFAワールドカップ・ヨーロッパ予選は10戦全敗に終わった。3得点39失点の成績で、アウェーでのイングランド戦(0-6)にはグループ内最大の点差で敗れた。2010年2月にロドリゴ監督がアンドラサッカー協会の強化部長に退き、代表元キャプテンのコルド・アルバレス・デ・エウラーテが新監督に就任した。

### 2010年代
UEFA EURO 2012予選
UEFA EURO 2012予選も2010 FIFAワールドカップ・ヨーロッパ予選と似たような結果に終わった。全10試合に敗れ、1得点25失点の成績だった。しかし、スロバキア戦にはホーム&アウェーともに0-1と善戦し、アイルランドからは1点を奪った。
2014 FIFAワールドカップ・予選
2014 FIFAワールドカップ・ヨーロッパ予選ではオランダ、トルコ、ハンガリー、ルーマニア、エストニアと同組となったが、10戦全敗で勝ち点0、無得点30失点に終わった。ホームでのハンガリー戦、アウェーでのトルコ戦には0-5で敗れたが、アンドラに大勝したハンガリーはグループ首位のオランダに1-8で敗れている。この予選で無得点に終わった国はアンドラのみだが、得失点差のワースト記録はグループHのサンマリノ（得失点差53、1得点54失点）に譲った。もっとも多くの観客を集めたのはオランダ戦とルーマニア戦（1,100人）だが、エストニア戦の観客数は723人にとどまり、エストニア戦はこのヨーロッパ予選全体の最低観客数となった。
UEFA EURO 2016予選
UEFA EURO 2016予選は、ベルギー、ウェールズ、ボスニア・ヘルツェゴヴィナ、キプロス、イスラエルと同じグループＢに入った。2014年9月9日、初戦のウェールズ戦でPKにより先制したが、後半2得点を奪われ逆転負けとなった。同年10月13日、第3戦のイスラエル戦でも前半PKで同点に追いついたが、結局1-4で敗れた。その後キプロス、ベルギー相手にも1点ずつを記録したが、10試合であげた4得点のうちPKが3得点(すべてイルデフォンス・リマが得点)、相手のオウンゴールが1得点という内容で、10戦全敗の最下位で予選敗退となった。
2018 FIFAワールドカップ・予選
2018 FIFAワールドカップ・ヨーロッパ予選はアンドラサッカーにとって歴史的な結果をもたらした。2017年6月9日、UEFA EURO 2016でベスト16にまで進出したハンガリーを1-0で撃破。実に代表戦では86試合ぶり、FIFAワールドカップ予選では2006年大会ヨーロッパ予選（2004年10月13日のマケドニア戦）以来の勝利を収めた。試合終了の瞬間、選手たち喜びを爆発させ、涙を流し崩れおちる者もいた。だがグループBでの10試合で勝利はこの1試合だけ、通算では1勝1分け8敗の最下位に終わった。
UEFAネーションズリーグ2018-19
この年から新たに始まった国際大会UEFAネーションズリーグ2018-19ではジョージア、ラトビア、カザフスタンとともに最下層であるリーグDのグループ1に入った。初戦のラトビア戦を0-0の引き分けに持ち込み初勝ち点、続く2戦目のカザフスタン戦で大会初ゴールを挙げるなどしたものの最終成績は４分2敗の最下位に終わり初勝利を挙げることはできなかった。
UEFA EURO 2020予選
UEFA EURO 2020予選は、フランス、トルコ、アイスランド、アルバニア、モルドバと同じグループHに入った。2019年10月12日、第7戦であるモルドバ戦に1-0で勝利し、1998年に行われた最初の公式戦であるアルメニア戦（UEFA EURO 2000予選）から続くEURO予選における連敗記録（56連敗）が57試合目にして遂にストップした。第9戦のアルバニア戦では2-2で引き分け、久しぶりの複数得点を記録した。最終的に1勝1分け8敗となりグループHの5位（全6チーム）に終わった。EURO予選での勝ち点獲得は今回が初であり、最下位を免れたのも初であった。

### 2020年代
2022 FIFAワールドカップ・予選
2022 FIFAワールドカップ・ヨーロッパ予選ではグループステージの抽選時にポット5に入り6チームのグループIに組み分けされたため、アンドラよりも世界ランクが下のサンマリノと同組となった。結果はサンマリノ以外には8戦全敗に終わったものの、対サンマリノでは第4戦は2-0、第8戦では3-0と2試合とも無失点で勝利した。ワールドカップ欧州予選での複数勝利は初であり、過去最高の成績となった。

## 評価
アンドラに敗れたり、苦戦した国は、サポーターなどから強い批判にさらされることがある。2007年3月にイングランドとアンドラが対戦した際には、イングランドが3-0で勝利したにもかかわらず、イングランドのスティーヴ・マクラーレン監督は自国サポーターからブーイングを受けた。マクラーレン監督は試合後の会見での質問をわずか2分で打ち切り、「記者諸君、君らは書きたいことを何でも書くことができる。私は言うのはこれだけだからだ。ご清聴ありがとう」 と述べて席を立った。2011年9月には、FIFAランキングで最下位（タイ）の203位まで落ち込んだ。FIFAおよびUEFAに加盟した1996年から2011年までのFIFAランキングの平均は163位である。

## スタジアム

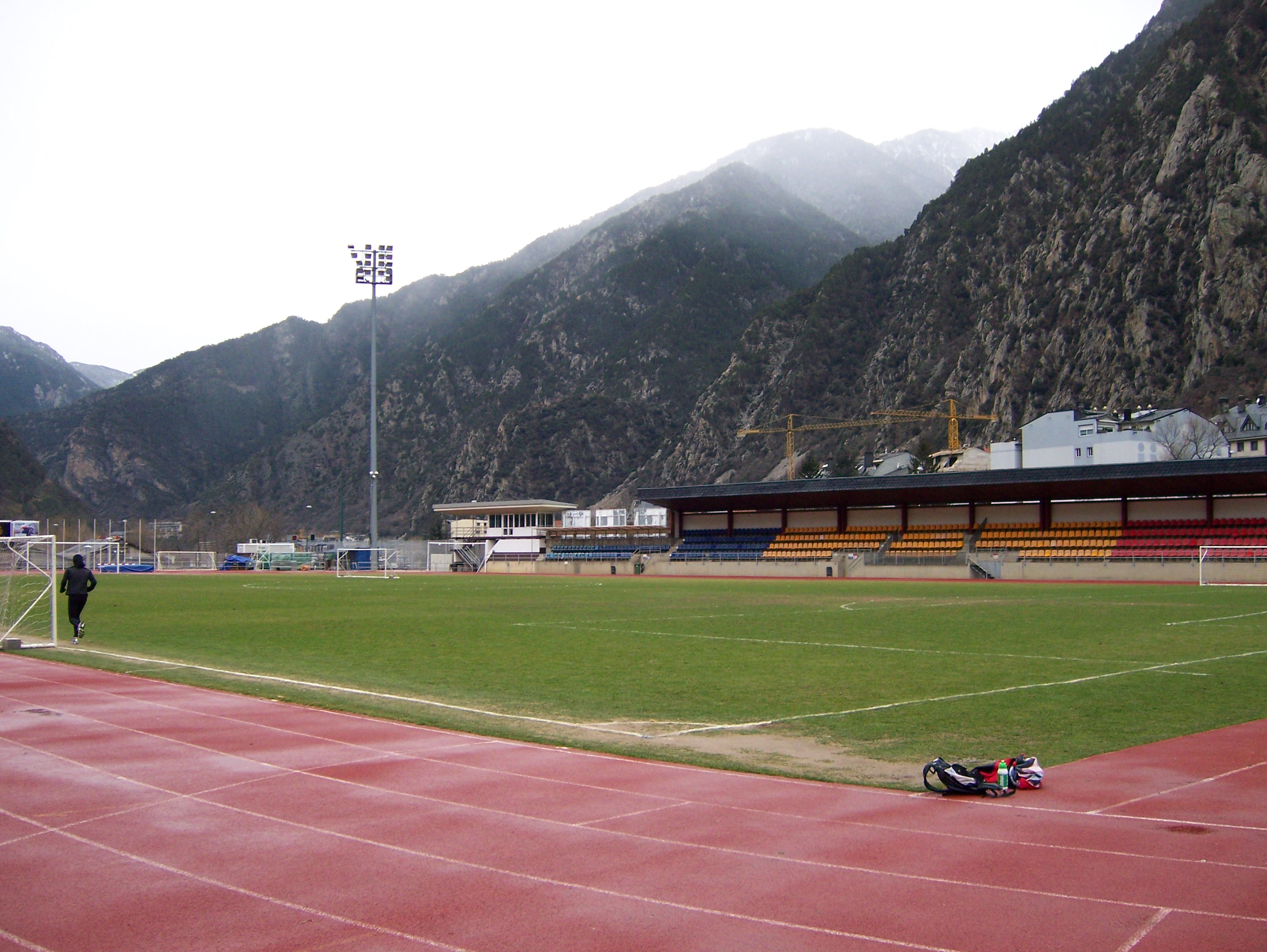
アンドラ代表のホームスタジアムであるエスタディ・コムナル・ダンドラ・ラ・ベリャ

アンドラ代表はホームゲームをサン・ジュリアー・ダ・ロリア教区のエスタディ・コムナル・ダンドラ・ラ・ベリャで行う。FCアンドラ、UEサン・ジュリア、FCランヘルス、FCサンタ・コロマ、FCルシタノスのホームスタジアムでもあるコムナル・ダンドラ・ラ・ベリャは1,800人を収容する。アンドラ代表はアンドラ国外でホームゲームを行うこともある。例えば、UEFA EURO 2000予選、UEFA EURO 2008予選、2010 FIFAワールドカップ・ヨーロッパ予選におけるイングランド戦やフランス戦などは多数の観客が見込まれたため、1997年から2009年までRCDエスパニョールがホームスタジアムとしていた、スペイン・バルセロナにあるエスタディ・オリンピック・リュイス・コンパニスを使用した。現在はアンドラ・ラ・ベリャにあるエスタディ・ナシオナルを使用している。

## 成績

### FIFAワールドカップの成績
| FIFAワールドカップ | FIFAワールドカップ | FIFAワールドカップ | FIFAワールドカップ | FIFAワールドカップ | FIFAワールドカップ | FIFAワールドカップ | FIFAワールドカップ |      | FIFAワールドカップ・予選 | FIFAワールドカップ・予選 | FIFAワールドカップ・予選 | FIFAワールドカップ・予選 | FIFAワールドカップ・予選 | FIFAワールドカップ・予選 |
| 開催年             | 結果               | 試合               | 勝利               | 引分               | 敗戦               | 得点               | 失点               | 試合 | 勝利                     | 引分                     | 敗戦                     | 得点                     | 失点                     |                          |
| ------------------ | ------------------ | ------------------ | ------------------ | ------------------ | ------------------ | ------------------ | ------------------ | ---- | ------------------------ | ------------------------ | ------------------------ | ------------------------ | ------------------------ | ------------------------ |
| 2002               | 予選敗退           | 予選敗退           | 予選敗退           | 予選敗退           | 予選敗退           | 予選敗退           | 予選敗退           | 10   | 0                        | 0                        | 10                       | 5                        | 36                       |                          |
| 2006               | 予選敗退           | 予選敗退           | 予選敗退           | 予選敗退           | 予選敗退           | 予選敗退           | 予選敗退           | 12   | 1                        | 2                        | 9                        | 4                        | 34                       |                          |
| 2010               | 予選敗退           | 予選敗退           | 予選敗退           | 予選敗退           | 予選敗退           | 予選敗退           | 予選敗退           | 10   | 0                        | 0                        | 10                       | 3                        | 39                       |                          |
| 2014               | 予選敗退           | 予選敗退           | 予選敗退           | 予選敗退           | 予選敗退           | 予選敗退           | 予選敗退           | 10   | 0                        | 0                        | 10                       | 0                        | 30                       |                          |
| 2018               | 予選敗退           | 予選敗退           | 予選敗退           | 予選敗退           | 予選敗退           | 予選敗退           | 予選敗退           | 10   | 1                        | 1                        | 8                        | 2                        | 23                       |                          |
| 2022               | 予選敗退           | 予選敗退           | 予選敗退           | 予選敗退           | 予選敗退           | 予選敗退           | 予選敗退           | 10   | 2                        | 0                        | 8                        | 8                        | 24                       |                          |
| 合計               | 0/22               |                    |                    |                    |                    |                    |                    | 62   | 4                        | 3                        | 55                       | 22                       | 186                      |                          |

### UEFA欧州選手権の成績
| UEFA欧州選手権 | UEFA欧州選手権 | UEFA欧州選手権 | UEFA欧州選手権 | UEFA欧州選手権 | UEFA欧州選手権 | UEFA欧州選手権 | UEFA欧州選手権 |      | UEFA欧州選手権・予選 | UEFA欧州選手権・予選 | UEFA欧州選手権・予選 | UEFA欧州選手権・予選 | UEFA欧州選手権・予選 | UEFA欧州選手権・予選 |
| 開催年         | 結果           | 試合           | 勝利           | 引分           | 敗戦           | 得点           | 失点           | 試合 | 勝利                 | 引分                 | 敗戦                 | 得点                 | 失点                 |                      |
| -------------- | -------------- | -------------- | -------------- | -------------- | -------------- | -------------- | -------------- | ---- | -------------------- | -------------------- | -------------------- | -------------------- | -------------------- | -------------------- |
| 2000           | 予選敗退       | 予選敗退       | 予選敗退       | 予選敗退       | 予選敗退       | 予選敗退       | 予選敗退       | 10   | 0                    | 0                    | 10                   | 3                    | 28                   |                      |
| 2004           | 予選敗退       | 予選敗退       | 予選敗退       | 予選敗退       | 予選敗退       | 予選敗退       | 予選敗退       | 8    | 0                    | 0                    | 8                    | 1                    | 18                   |                      |
| 2008           | 予選敗退       | 予選敗退       | 予選敗退       | 予選敗退       | 予選敗退       | 予選敗退       | 予選敗退       | 12   | 0                    | 0                    | 12                   | 2                    | 42                   |                      |
| 2012           | 予選敗退       | 予選敗退       | 予選敗退       | 予選敗退       | 予選敗退       | 予選敗退       | 予選敗退       | 10   | 0                    | 0                    | 10                   | 1                    | 25                   |                      |
| 2016           | 予選敗退       | 予選敗退       | 予選敗退       | 予選敗退       | 予選敗退       | 予選敗退       | 予選敗退       | 10   | 0                    | 0                    | 10                   | 4                    | 36                   |                      |
| 2020           | 予選敗退       | 予選敗退       | 予選敗退       | 予選敗退       | 予選敗退       | 予選敗退       | 予選敗退       | 10   | 1                    | 1                    | 8                    | 3                    | 20                   |                      |
| 2024           | 予選敗退       | 予選敗退       | 予選敗退       | 予選敗退       | 予選敗退       | 予選敗退       | 予選敗退       | 10   | 0                    | 2                    | 8                    | 3                    | 20                   |                      |
| 合計           | 0/16           |                |                |                |                |                |                | 70   | 1                    | 3                    | 66                   | 17                   | 189                  |                      |

## 記録

### 得点一覧
アンドラ代表が国際大会（の予選）で得点することは稀であるため、以下に全得点を示す。2014 FIFAワールドカップ・ヨーロッパ予選では無得点に終わった。
| #  | 大会                                    | 日付           | 相手               | 得点者                             | 最終結果 |
| -- | --------------------------------------- | -------------- | ------------------ | ---------------------------------- | -------- |
| 1  | UEFA EURO 2000予選                      | 1998年9月5日   | アルメニア         | ヘスス・ルセンド                   | 1–3      |
| 2  | UEFA EURO 2000予選                      | 1999年3月31日  | ロシア             | エミリアーノ・ゴンサレス           | 1–6      |
| 3  | UEFA EURO 2000予選                      | 1999年9月8日   | ロシア             | フスト・ルイス                     | 1–2      |
| 4  | 2002 FIFAワールドカップ・ヨーロッパ予選 | 2000年9月2日   | キプロス           | エミリアーノ・ゴンサレス           | 2–3      |
| 5  | 2002 FIFAワールドカップ・ヨーロッパ予選 | 2000年9月2日   | キプロス           | イルデフォンス・リマ               | 2–3      |
| 6  | 2002 FIFAワールドカップ・ヨーロッパ予選 | 2000年10月7日  | エストニア         | フスト・ルイス                     | 1–2      |
| 7  | 2002 FIFAワールドカップ・ヨーロッパ予選 | 2001年4月25日  | アイルランド       | イルデフォンス・リマ               | 1–3      |
| 8  | 2002 FIFAワールドカップ・ヨーロッパ予選 | 2001年9月1日   | ポルトガル         | ロベルト・アロンソ                 | 1–7      |
| 9  | UEFA EURO 2004予選                      | 2002年10月16日 | ブルガリア         | アントニ・リマ                     | 1–2      |
| 10 | 2006 FIFAワールドカップ・ヨーロッパ予選 | 2004年9月8日   | ルーマニア         | マルク・プジョル                   | 1–5      |
| 11 | 2006 FIFAワールドカップ・ヨーロッパ予選 | 2004年10月13日 | マケドニア         | マルク・ベルナウス                 | 1–0      |
| 12 | 2006 FIFAワールドカップ・ヨーロッパ予選 | 2005年3月26日  | アルメニア         | フェルナンド・シルバ               | 1–2      |
| 13 | 2006 FIFAワールドカップ・ヨーロッパ予選 | 2005年6月4日   | チェコ             | ガブリエル・リエラ                 | 1–8      |
| 14 | UEFA EURO 2008予選                      | 2006年9月6日   | イスラエル         | フリ・フェルナンデス               | 1–4      |
| 15 | UEFA EURO 2008予選                      | 2007年8月22日  | エストニア         | フェルナンド・シルバ               | 1–2      |
| 16 | 2010 FIFAワールドカップ・ヨーロッパ予選 | 2008年9月10日  | ベラルーシ         | マルク・プジョル                   | 1–3      |
| 17 | 2010 FIFAワールドカップ・ヨーロッパ予選 | 2009年6月6日   | ベラルーシ         | イルデフォンス・リマ               | 1–5      |
| 18 | 2010 FIFAワールドカップ・ヨーロッパ予選 | 2009年9月9日   | カザフスタン       | オスカル・ソネジー                 | 1–3      |
| 19 | UEFA EURO 2012予選                      | 2010年9月7日   | アイルランド       | クリスティアン・マルティネス       | 1–3      |
| 20 | UEFA EURO 2016予選                      | 2014年9月9日   | ウェールズ         | イルデフォンス・リマ               | 1–2      |
| 21 | UEFA EURO 2016予選                      | 2014年10月13日 | イスラエル         | イルデフォンス・リマ               | 1–4      |
| 22 | UEFA EURO 2016予選                      | 2015年6月12日  | キプロス           | O・G                               | 1–3      |
| 23 | UEFA EURO 2016予選                      | 2015年10月10日 | ベルギー           | イルデフォンス・リマ               | 1–4      |
| 24 | 2018 FIFAワールドカップ・ヨーロッパ予選 | 2016年10月10日 | スイス             | アレクサンドレ・マルティネス       | 1–2      |
| 25 | 2018 FIFAワールドカップ・ヨーロッパ予選 | 2017年6月9日   | ハンガリー         | マルク・レベス                     | 1–0      |
| 26 | UEFAネーションズリーグ2018-19           | 2018年9月11日  | カザフスタン       | ジョルディ・アラエズ               | 1–1      |
| 27 | UEFAネーションズリーグ2018-19           | 2018年11月16日 | ジョージア         | クリスティアン・マルティネス       | 1–1      |
| 28 | UEFA EURO 2020予選                      | 2019年10月12日 | モルドバ           | マルク・ヴァレス                   | 1–0      |
| 29 | UEFA EURO 2020予選                      | 2019年11月15日 | アルバニア         | クリスティアン・マルティネス(2)    | 2–2      |
| 30 | UEFA EURO 2020予選                      | 2019年11月15日 | アルバニア         | クリスティアン・マルティネス(2)    | 2–2      |
| 31 | UEFAネーションズリーグ2020-21           | 2020年11月14日 | マルタ             | マルク・レベス                     | 1–3      |
| 32 | 2022 FIFAワールドカップ・ヨーロッパ予選 | 2021年4月1日   | ハンガリー         | マルク・プジョル                   | 1–4      |
| 33 | 2022 FIFAワールドカップ・ヨーロッパ予選 | 2021年9月3日   | サンマリノ         | マルク・ヴァレス(2)                | 2–0      |
| 34 | 2022 FIFAワールドカップ・ヨーロッパ予選 | 2021年9月3日   | サンマリノ         | マルク・ヴァレス(2)                | 2–0      |
| 35 | 2022 FIFAワールドカップ・ヨーロッパ予選 | 2021年9月9日   | ハンガリー         | マックス・リョベラ                 | 1–2      |
| 36 | 2022 FIFAワールドカップ・ヨーロッパ予選 | 2021年10月13日 | サンマリノ         | マルク・プジョル                   | 3–0      |
| 37 | 2022 FIFAワールドカップ・ヨーロッパ予選 | 2021年10月13日 | サンマリノ         | セルジ・モレノ・マリン             | 3–0      |
| 38 | 2022 FIFAワールドカップ・ヨーロッパ予選 | 2021年10月13日 | サンマリノ         | リカール・フェルナンデス・ベトリウ | 3–0      |
| 39 | 2022 FIFAワールドカップ・ヨーロッパ予選 | 2021年11月13日 | ポーランド         | マルク・ヴァレス                   | 1–4      |
| 40 | UEFAネーションズリーグ2022-23           | 2022年6月10日  | リヒテンシュタイン | ジーズス・ルビオ                   | 2–1      |
| 41 | UEFAネーションズリーグ2022-23           | 2022年6月10日  | リヒテンシュタイン | ジョルディ・アラエズ               | 2–1      |
| 42 | UEFAネーションズリーグ2022-23           | 2022年6月14日  | モルドバ           | マルシオ・ビエイラ                 | 1–2      |
| 43 | UEFAネーションズリーグ2022-23           | 2022年9月22日  | リヒテンシュタイン | アルバート・ロサス                 | 2–0      |
| 44 | UEFAネーションズリーグ2022-23           | 2022年9月22日  | リヒテンシュタイン | ジョアン・セルヴォス               | 2–0      |
| 45 | UEFAネーションズリーグ2022-23           | 2022年9月25日  | ラトビア           | アルバート・ロサス                 | 1–1      |
| 46 | UEFA EURO 2024予選                      | 2023年3月28日  | コソボ             | アルバート・ロサス                 | 1–1      |
| 47 | UEFA EURO 2024予選                      | 2023年6月16日  | スイス             | マルシオ・ビエイラ                 | 1–2      |
| 48 | UEFA EURO 2024予選                      | 2023年6月19日  | イスラエル         | アルバート・ロサス                 | 1–2      |

### 国別対戦成績
2012年10月16日時点
| 相手             | 試合数 | 勝利 | 引分 | 敗北 | 得点 | 失点 | 点差 | 勝率   |
| ---------------- | ------ | ---- | ---- | ---- | ---- | ---- | ---- | ------ |
| アルバニア       | 3      | 1    | 0    | 2    | 2    | 4    | −2   | 33.33% |
| アルメニア       | 8      | 0    | 1    | 7    | 2    | 21   | −19  | 0%     |
| アゼルバイジャン | 4      | 0    | 3    | 1    | 1    | 2    | −1   | 0%     |
| ベルギー         | 2      | 0    | 0    | 2    | 0    | 4    | −4   | 0%     |
| ベラルーシ       | 4      | 1    | 0    | 3    | 4    | 11   | −7   | 25%    |
| ブラジル         | 1      | 0    | 0    | 3    | 0    | 3    | −3   | 0%     |
| ブルガリア       | 2      | 0    | 0    | 2    | 1    | 5    | −4   | 0%     |
| 中華人民共和国   | 1      | 0    | 1    | 0    | 0    | 0    | 0    | 0%     |
| クロアチア       | 6      | 0    | 0    | 6    | 0    | 24   | −24  | 0%     |
| キプロス         | 3      | 0    | 0    | 3    | 2    | 9    | −7   | 0%     |
| チェコ           | 2      | 0    | 0    | 2    | 1    | 12   | −11  | 0%     |
| イングランド     | 4      | 0    | 0    | 4    | 0    | 16   | −16  | 0%     |
| エストニア       | 10     | 0    | 0    | 10   | 5    | 24   | −19  | 0%     |
| フェロー諸島     | 1      | 0    | 1    | 0    | 0    | 0    | 0    | 0%     |
| フィンランド     | 2      | 0    | 1    | 1    | 0    | 3    | −3   | 0%     |
| フランス         | 3      | 0    | 0    | 3    | 0    | 7    | −7   | 0%     |
| ガボン           | 1      | 0    | 0    | 1    | 0    | 2    | −2   | 0%     |
| ハンガリー       | 1      | 0    | 0    | 1    | 0    | 5    | −5   | 0%     |
| アイスランド     | 4      | 0    | 0    | 4    | 0    | 12   | −12  | 0%     |
| イスラエル       | 2      | 0    | 0    | 2    | 1    | 6    | −5   | 0%     |
| カザフスタン     | 2      | 0    | 0    | 2    | 1    | 6    | −5   | 0%     |
| ラトビア         | 3      | 0    | 0    | 3    | 1    | 9    | −8   | 0%     |
| リトアニア       | 2      | 0    | 0    | 2    | 1    | 7    | −6   | 0%     |
| 北マケドニア     | 6      | 1    | 1    | 4    | 1    | 9    | −8   | 17%    |
| マルタ           | 2      | 0    | 2    | 0    | 2    | 2    | 0    | 0%     |
| モルドバ         | 1      | 0    | 0    | 1    | 1    | 2    | −1   | 0%     |
| オランダ         | 5      | 0    | 0    | 5    | 0    | 19   | −19  | 0%     |
| ポーランド       | 1      | 0    | 0    | 1    | 0    | 4    | −4   | 0%     |
| ポルトガル       | 3      | 0    | 0    | 3    | 1    | 14   | −13  | 0%     |
| アイルランド     | 4      | 0    | 0    | 4    | 2    | 11   | −9   | 0%     |
| ルーマニア       | 3      | 0    | 0    | 3    | 1    | 11   | −10  | 0%     |
| ロシア           | 5      | 0    | 0    | 5    | 1    | 15   | −14  | 0%     |
| スロバキア       | 2      | 0    | 0    | 2    | 0    | 2    | −2   | 0%     |
| スペイン         | 1      | 0    | 0    | 1    | 0    | 4    | −4   | 0%     |
| ウクライナ       | 4      | 0    | 0    | 4    | 0    | 17   | −17  | 0%     |
| 通算             | 108    | 3    | 10   | 95   | 31   | 302  | −271 | 2.78%  |

### FIFAランキングの推移
FIFAランキングは過去48ヶ月間の国際Aマッチを対象とする。1993年、1999年、2006年、2018年に算出方法が改定されている。FIFA加盟後の1996年から各年12月のランキングとポイントを掲載している。
| 1991年        | 1992年        | 1993年       | 1994年       | 1995年       | 1996年      | 1997年       | 1998年        | 1999年        | 2000年        |
| ------------- | ------------- | ------------ | ------------ | ------------ | ----------- | ------------ | ------------- | ------------- | ------------- |
| FIFA非加盟    | FIFA非加盟    | FIFA非加盟   | FIFA非加盟   | FIFA非加盟   | 187位(0pt)  | 185位(1pt)   | 171位(7pt)    | 145位(180pt)  | 145位(243pt)  |
| 2001年        | 2002年        | 2003年       | 2004年       | 2005年       | 2006年      | 2007年       | 2008年        | 2009年        | 2010年        |
| 140位(274pt)  | 137位(303pt)  | 147位(294pt) | 138位(336pt) | 125位(356pt) | 164位(76pt) | 175位(57pt)  | 194位(20pt)   | 202位(3pt)    | 202位(2pt)    |
| 2011年        | 2012年        | 2013年       | 2014年       | 2015年       | 2016年      | 2017年       | 2018年        | 2019年        | 2020年        |
| 206位(0pt)    | 204位(11pt)   | 198位(17pt)  | 201位(9pt)   | 201位(6pt)   | 203位(12pt) | 138位(215pt) | 133位(1111pt) | 135位(1082pt) | 151位(1048pt) |
| 2021年        | 2022年        | 2023年       | 2024年       |              |             |              |               |               |               |
| 155位(1030pt) | 153位(1031pt) | 164位(998pt) | 171位(972pt) |              |             |              |               |               |               |

- 黄色は現行FIFAポイント（2018年 - ）

## 歴代監督
マヌエル・ミルイールはアンドラ代表の初代監督であり、UEFA EURO 2000予選の最初の3試合を指揮した。1999年にミルイールが退任し、後任にダビド・ロドリゴ監督が就任。3月27日にホームで行われた同予選・アイスランド戦(0-2)が初采配試合となった。2006年9月に行われたイスラエル戦において、ロドリゴ監督はイスラエル代表のキャプテンであるヨッシ・ベナユンに対して「殺人国家」(nation of killers)という表現を用いてベナユンを脅迫したとして、多くの人々の怒りを買った。ロドリゴ監督は2010年まで約11年に渡ってアンドラ代表を指揮し、2010年2月にコルド・アルバレスが後任監督に就任した。
- イシドル・コディーナ 1996
- マヌエル・ミルイール 1997-1999
- ダビド・ロドリゴ 1999-2010
- コルド・アルバレス 2010-

## 現在のメンバー

### GK
- イケル・アルバレス
- ジョゼップ・ゴメス（英語版）
- シスコ・ピレス（英語版）

### DF
- クリスティアン・ガルシア（英語版）
- モイゼス・サン・ニコラス（英語版）
- マックス・リョベーラ（英語版）
- ジョエル・ギレン
- ジョアン・セルヴォス（英語版）
- ダクー（英語版）
- マルク・ガルシア（英語版）
- エリック・デ・パブロス（英語版）
- ヘスス・ルビオ（英語版）
- ジョルディ・ルビオ（英語版）

### MF
- マルク・レベス（英語版）
- エリック・ヴァレス（英語版）
- ジョアン・テイシェイラ（英語版）
- シャヴィエル・ヴィエイラ（英語版）
- アルベルト・レジェス（英語版）
- マルク・プジョル（英語版）

### FW
- ジョルディ・アラエス（英語版）
- アレックス・マルティネス（英語版）
- リカルド・フェルナンデス
- アーロン・サンチェス（英語版）
- イザン・フェルナンデス

## 歴代選手
2006年1月、アンドラサッカー協会はUEFAジュビリーアウォーズ（過去50年の国内最高選手）にコルド・アルバレス（1998年-2009年、GK）を選出した。2009年6月にロンドンのウェンブリー・スタジアムで行われた2010 FIFAワールドカップ・ヨーロッパ予選・イングランド戦で、ロスタイムにコルドが途中交代した際にはイングランドのサポーターからスタンディングオベーションが贈られた。観客たちはさらなる失点を防いだコルドを称賛し、彼はイングランド戦後にアンドラ代表から引退した。イルデフォンス・リマ・ソラはアンドラ代表で10得点以上を挙げている唯一の選手であり、137試合11得点のリマは最多出場記録と最多得点記録を保持している。

### GK
- ジョゼップ・ゴメス
- フェラン・ポル
- コルド・アルバレス
- イケル・アルバレス
- シスコ・ピレス
- ホセ・アントニオ・ゴメス

### DF
- エミリ・ガルシア
- ジョルディ・ルビオ
- マルク・ガルシア
- ヘスス・ルビオ
- マルク・バレス
- イルデフォンス・リマ・ソラ
- アドリ・ロドリゲス
- アルベルト・アラベドラ
- クリスティアン・ガルシア
- モイゼス・サン・ニコラス
- エリック・デ・パブロス
- マックス・リョベーラ
- ジョアン・セルヴォス

### MF
- マルク・プジョル
- マルシオ・ビエイラ
- クリスティアン・マルティネス
- ビクトル・モレイラ
- ビクトル・ロドリゲス
- ジョルディ・アラエス
- シャビエル・ヴィエイラ

### FW
- フリ・サンチェス
- アレシャンドレ・マルティネス・パラウ
- セバスティアン・ゴメス
- アレックス・マルティネス
- ルドヴィク・クレメンテ
- セルジ・モレノ・マリン
- アーロン・サンチェス
- クク
- マリシオ・ビエラ

## 歴代記録
2020年11月18日現在

### 通算出場数ランキング
| 順位 | 選手                       | 出場 | 得点 | 期間      |
| ---- | -------------------------- | ---- | ---- | --------- |
| 1    | イルデフォンス・リマ・ソラ | 128  | 11   | 1997-2019 |
| 2    | オスカル・ソネジー         | 106  | 4    | 1997-2015 |
| 3    | マルシオ・ビエイラ         | 100  | 0    | 2005-     |
| 4    | マルク・プジョル           | 90   | 2    | 2000-     |
| 5    | ジョゼップ・アジャラ       | 84   | 1    | 2002-2017 |
| 6    | マノロ・ヒメネス・ソリア   | 79   | 1    | 1998-2012 |
| 7    | コルド・アルバレス         | 78   | 0    | 1998-2008 |
| 8    | フリ・サンチェス           | 73   | 2    | 1996-2019 |
| 9    | ジョセプ・ゴメス           | 71   | 0    | 2007-     |
| 9    | チェマ・ガルシア           | 71   | 0    | 1997-2008 |

### 通算得点数ランキング
| 順位 | 選手                         | 出場 | 得点 | 期間      |
| ---- | ---------------------------- | ---- | ---- | --------- |
| 1    | イルデフォンス・リマ・ソラ   | 128  | 11   | 1997-2019 |
| 2    | クリスティアン・マルティネス | 67   | 5    | 2009-     |
| 3    | オスカル・ソネジー           | 106  | 4    | 1997-2015 |
| 4    | フェルナンド・シルバ         | 51   | 3    | 2002-2013 |
| 4    | マルク・レベス               | 37   | 3    | 2015-     |